# Thierry Mayer
 (septembre 2015).
Si vous disposez d'ouvrages ou d'articles de référence ou si vous connaissez des sites web de qualité traitant du thème abordé ici, merci de compléter l'article en donnant les références utiles à sa vérifiabilité et en les liant à la section « Notes et références ».
Thierry Mayer est un économiste français né le 27 juin 1971.

## Biographie

### Études et formation
Il obtient en janvier 2000 son doctorat d'économie à l'Université Paris 1 Panthéon Sorbonne. Il soutient sa thèse de doctorat en Sciences économiques, sous la direction de Jean-Louis Mucchielli, à Paris I, en 2000, elle s'intitule "Comportements stratégiques de localisation des firmes multinationales".
Il est classé premier à l'agrégation de sciences économiques en 2002.

### Carrière académique
Il est maître de conférences de 2000 à 2002 à Paris I, puis professeur de 2002 à 2006 à Paris XI. Il poursuit sa carrière à l'école d'économie de Paris, avant de devenir professeur à Sciences Po Paris en 2009.

## Travaux
Ses recherches concernent essentiellement la géographie économique. Il s'intéresse au échanges commerciaux, dont il compare les prérequis aux lois de la gravité : proportionnalité aux poids des pays concernés et proportionnalité inverse à la distance commerciale des pays concernés. Il étudie cette distance commerciale qui n'est pas exactement la distance géographique grâce à une base de données, GeoDist. Il en tire des enseignements concernant les investissements directs internationaux ainsi que l'analyse des migrations et de leur impact économique. Il s'intéresse aussi à la fragmentation du marché européen.

## Classement bibliométrique
En 2024, Research.com le classe 566e économiste mondial et 9e économiste français avec un indice D (indice h restreint aux publications en économie) égal à 61. 
En août 2024, Repec le met au 368e rang mondial et au 10e rang français.
En septembre 2024, Google scholar lui attribue un indice h = 53 avec 30089 citations.

## Prix et récompenses
- Meilleur thèse en sciences économiques selon l'Association Française de sciences économiques[1] (2000)
- Prix du meilleur jeune économiste de France (2006)
- Médaille de bronze du CNRS[1] (2006)
- Fellow de la Société d'économétrie (2023)[10]